# Fomes meliae
Fomes meliae är en svampart som först beskrevs av Underw., och fick sitt nu gällande namn av William Alphonso Murrill 1903. Fomes meliae ingår i släktet Fomes och familjen Polyporaceae.   Inga underarter finns listade i Catalogue of Life.